# МР-61
МР-61 (ИЖ-61) — пневматическая винтовка, многозарядная модификация МР-60

## Назначение
Винтовка предназначена для тренировочной стрельбы пулями «ДЦ», «ДЦ-М» или другими калибра 4,5 мм, используемыми в пневматическом оружии. Изначально винтовка разрабатывалась как спортивная винтовка с низкой стоимостью. Используется в основном начинающими стрелками, в плинке и кроухантинге.
Пневматическую винтовку ИЖ-61 калибра 4,5 мм относят к пружинно-поршневым с неподвижным стволом. Боевую пружину взводят отдельным рычагом. Ствол стальной нарезной. Стрельбу из пневматической винтовки ИЖ-61 ведут только пулями. Длина ствола 450 мм. Оружие пятизарядное с продольно-скользящим досылателем. Пневматическая винтовка ИЖ-61 имеет ласточкин хвост с базой 11 мм для установки оптического и коллиматорного прицелов. Целики простой и диоптрический. Мушка закрытая, съёмная. Пневматическая винтовка ИЖ-61 хорошо подходит для обучения стрельбе и тренировок. Ход спускового крючка и усилие спуска регулируемые, от 0,5 до 2,5 кгс. Ложе выполнено из пластмассы.
Как утверждают владельцы, пневматическая винтовка ИЖ-61 придаёт 0,5 г пуле начальную скорость в среднем около 132 м/с при нормальных атмосферных условиях. Приклад выдвижной. Минимальная длина изделия 790 мм. Масса 2,1 кг. Отличие этой пневматической винтовки от ИЖ-60 в том, что пули вручную укладывают в пятизарядный магазин. Также существует шестизарядный вариант магазина. Ширина магазина позволяет использовать пули длиной до 7 мм. Досылатель автоматически подаёт пули в казённую часть при взведении рычага.
Модернизацию пневматической винтовки ИЖ-61, как правило, сводят к использованию силиконовых или молибденовых смазок, полировке цилиндра и поршня, установке более мощной пружины, герметизации досылателя (установка резинок от зажигалки, как правило для ИЖ-60), замене штока поршня на более тяжёлый, установке направляющей, замене манжеты, доводке дульной фаски. Это приводит к повышению начальной скорости на 30-40 м/с. Также возможен апгрейд ИЖ-61 в PCP вариант с установкой резервуара высокого давления и заменой ударной группы.

## Развитие
На базе МР-61 создана газобаллонная винтовка MP-553K (заправляется углекислым газом) и PCP-винтовка МР-555К.